# Witalij Ponomarenko (sztangista)
Witalij Anatolijowycz Ponomarenko (ukr. Віталій Анатолійович Пономаренко; ur. 18 marca 1974 w Iwano-Frankiwsku, Ukraińska SRR, zm. 5 lutego 2008 w Krzywym Rogu) – ukraiński trójboista siłowy i kulturysta.
Jeden z najlepszych ukraińskich siłaczy.

## Życiorys
Witalij Ponomarenko ukończył Technikum Urządzeń Elektronicznych w Iwano-Frankiwsku. Służył w wojsku. Rozpoczął treningi siłowe w 1993 r. W wieku 20 lat uzyskał tytuł Mistrza Sportu Ukrainy.
Na Mistrzostwach Świata w trójboju siłowym w Helsinkach 2007 ustanowił 3 rekordy światowe (340, 350 і 355 kg) i zdobył tytuł mistrza świata.
Uzyskał tytuł Mistrza Sportu Klasy Międzynarodowej.
5 lutego 2008 zmarł o 5 godz. przez niewydolność serca w Krzywym Rogu.
Po śmierci zostawił żonę Tatjanę i dzieci: Zofię i Annę. Mieszkał w Krzywym Rogu, a pochowany w Iwano-Frankiwsku.
Wymiary:
- wzrost 172 cm
- waga 100 kg

Rekordy życiowe:
- wyciskanie leżąc 380 kg

## Tytuły
- Mistrz Europy (EPF)
  - 1998 – 235 kg w kategorii 100 kg
  - 2000 – 250 kg w kategorii 100 kg
  - 2002 – 255 kg w kategorii 100 kg
- Mistrz Świata (IPF):
  - 2003 – 285 kg w kategorii 100 kg
  - 2005 – 1 miejsce na turnieju "Arnold-Weekend" (335 kg)

wielokrotny mistrz Świata wersji WPC/WPO.